# Theater Trier

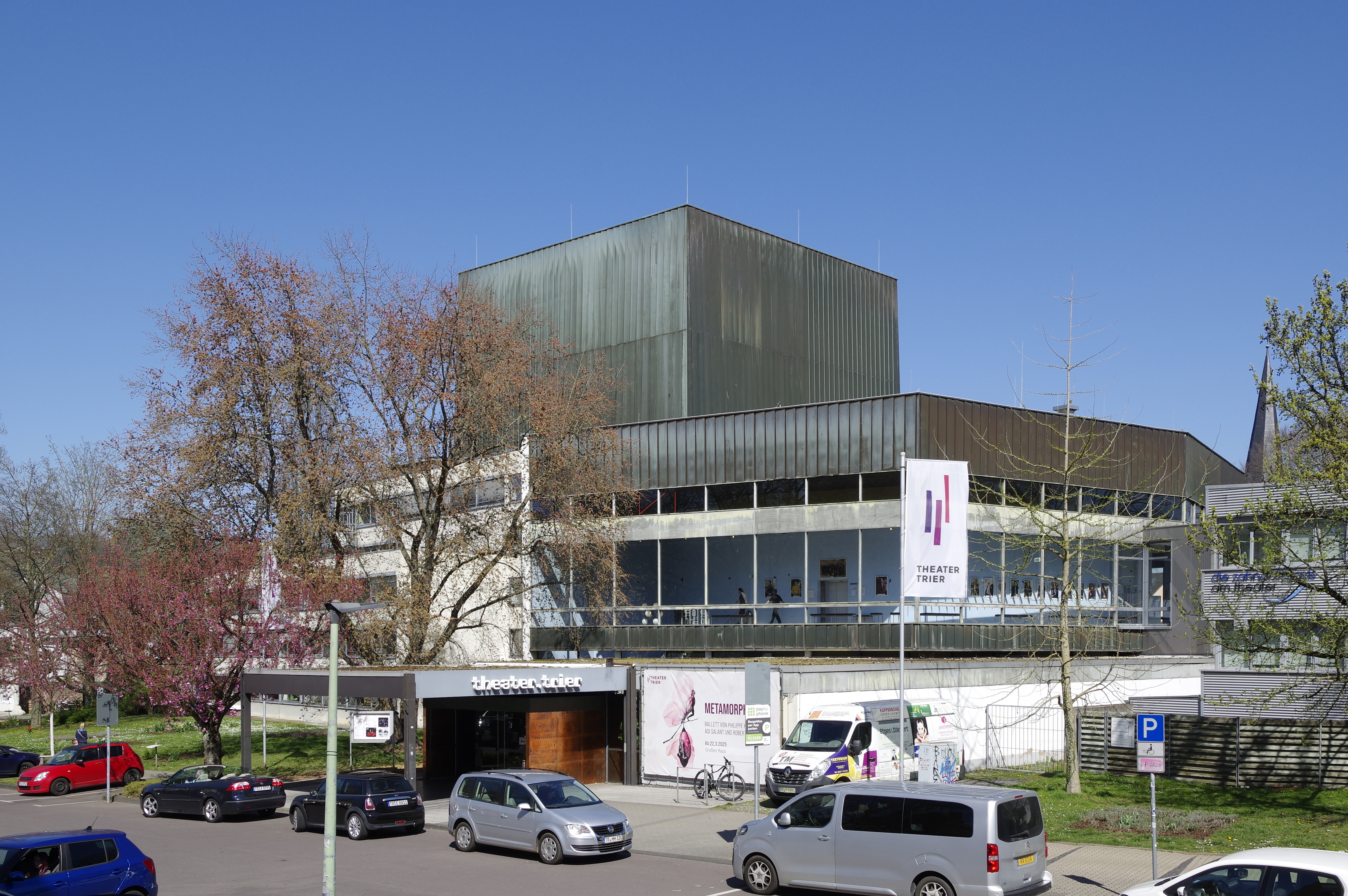
Theatergebäude am Augustinerhof

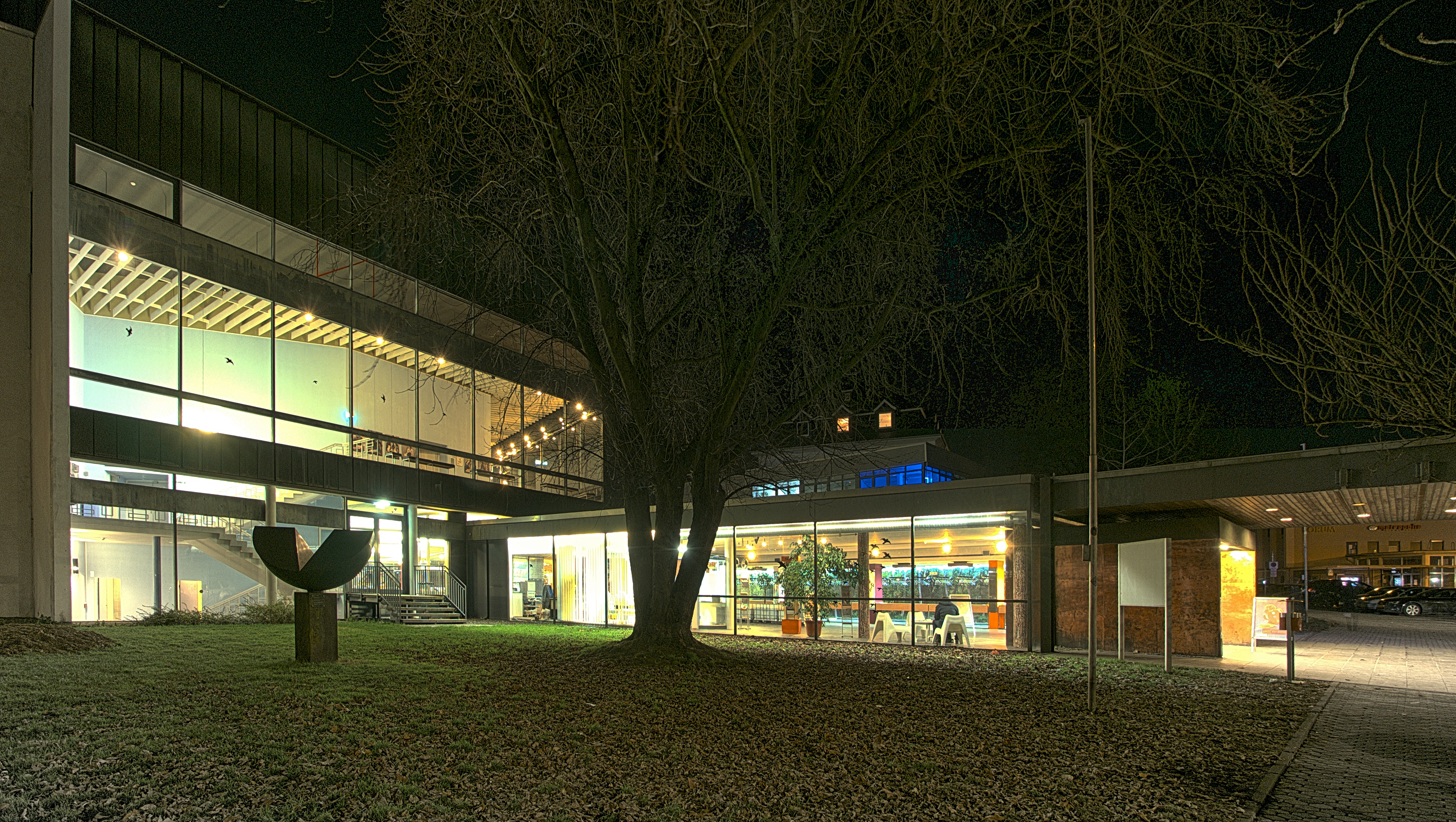
Eingangsgebäude und Foyer, im Mai 2017

Das Theater Trier ist als Theater der Stadt Trier ein Dreispartenhaus, das seit 1802 besteht. Intendant ist seit 2018 Manfred Langner.

## Profil
Das Theater Trier ein sogenanntes „Dreispartenhaus“ mit 622 Plätzen. Das Theater beschäftigt über 200 Mitarbeiter; darunter das Schauspielensemble, das Musiktheaterensemble mit Opernchor, Extrachor und Kinder- und Jugendchor, das Ballettensemble und das Philharmonische Orchester, das seit 2018 von Generalmusikdirektor Jochem Hochstenbach geleitet wird. Unter den Ensemblemitgliedern und Gastdarstellern waren unter anderem Franz Grundheber, René Kollo, Thomas Kiessling, Thomas Arnold, Marianne Riedel-Weber, Diana Körner, Hanna Scheuring, Franziska Kohlund, Anja Kampe, Tim Olrik Stöneberg, Matthias Stockinger, Michael Ophelders und Barbara Ullmann. Das Theater unterhält zudem einen Jugendclub.
Die Hauptbühne hat 20 m Breite und einschließlich Vorderbühne 19 m Tiefe. Sie ist umgeben von einer Seiten- und einer Hinterbühne mit Schiebebühne und eingebauter Drehbühne. Die Bühne wird durch einen gewölbten eisernen Vorhang vom Zuschauerraum getrennt. Der Orchestergraben bietet auf zwei fahrbaren Podien 65 Musikern Platz. Hochgefahren bilden diese Podien die Vorderbühne. Die Bühnenöffnung lässt sich durch ein variables Bühnenportal verkleinern oder vergrößern.

## Geschichte

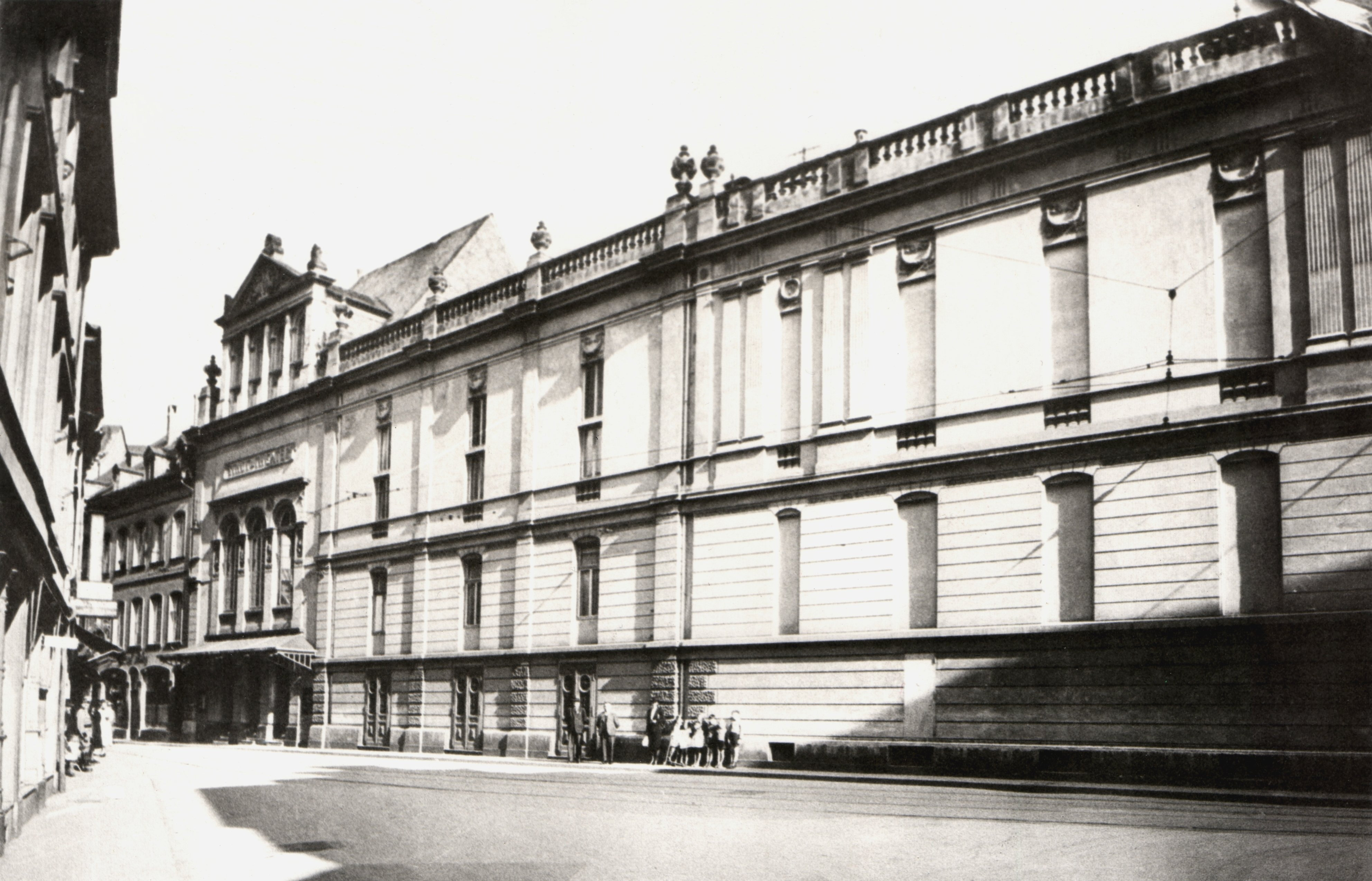
Ehemaliges Theater in der Fahrstraße, 1944 zerstört.

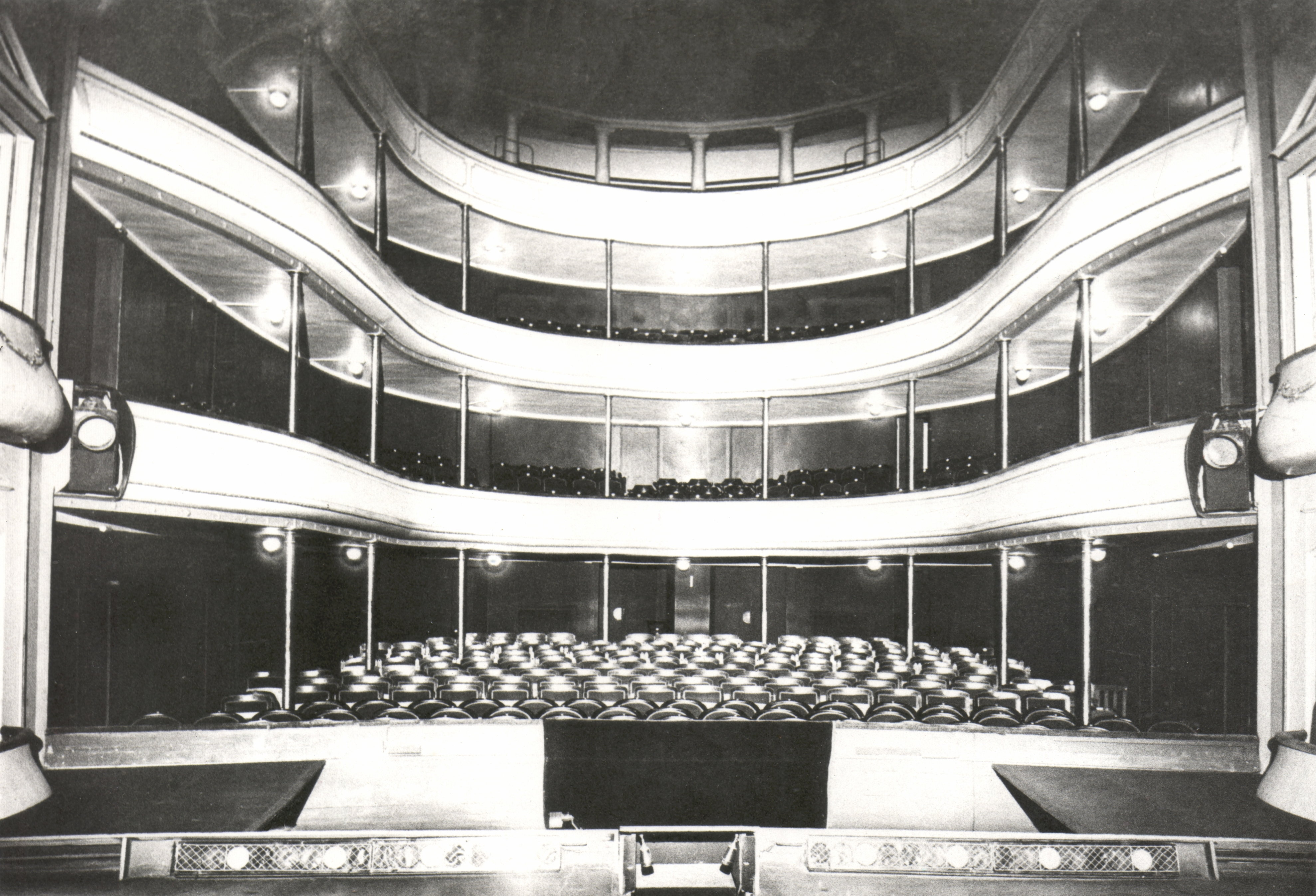
Innenraum (1930er Jahre).

### 1802 bis 1944
Das Theater der Stadt Trier blickt auf eine über 200-jährige Geschichte zurück. Anlässlich seines Besuches der von den Franzosen besetzten Stadt verfügte der französische Kaiser Napoleon am 28. August 1802: „Das Kapuzinerkloster wird bestimmt zur Einrichtung eines Schauspielhauses.“
Von 1802 bis 1944 spielte das Theater im Gebäude an der Fahrstraße. Vor der von den Nationalsozialisten angeordnete Schließung des Theaters fand die letzte Vorstellung in diesem Gebäude am 16. Juli 1944 mit dem Rosenkavalier von Richard Strauss statt. Am 23. Dezember 1944 wurde das Theatergebäude in der Fahrstraße durch einen Fliegerangriff der Alliierten zerstört.

### 1945 bis heute
Nach Kriegsende spielte das Theater behelfsweise bis 1950 im Treviris-Saal, dann von 1950 bis 1964 im Bischof-Korum-Haus in der Rindertanzstraße.
Am 12. Januar 1962 wurde der Grundstein für einen Neubau am Augustinerhof gelegt, der bis 1964 nach Plänen des Architekten Gerhard Graubner errichtet wurde. Am 27. September 1964 eröffnete das Theater im Neubau mit einer Premiere von Beethovens Die Weihe des Hauses.
Im Juni 2013 wurde das Theater vom Deutschen Kulturrat e. V. auf die Rote Liste Kultur gesetzt und als von Schließung bedroht (Kategorie 1) eingestuft, im Frühjahr 2014 beschloss der Stadtrat die Weiterführung des Theaterbetriebes. Nach einem Millionendefizit wurde dem Intendanten Karl M. Sibelius im Jahr 2016 ein Verwaltungsdirektor zur Seite gestellt.

### Sanierung des Theaters
Seit 2015 wurde über die Zukunft des Theaters diskutiert, da das Gebäude aufgrund lange vernachlässigter Bauunterhaltung sanierungsbedürftig ist und erhebliche (Platz-)Probleme bestehen. Nach kontroversen Diskussionen, bei denen auch die Errichtung eines zweiten Standorts an anderer Stelle in Erwägung gezogen, lagen die Kosten nach einem Gutachten aus dem Jahr 2016 für eine reine Sanierung des bestehenden Theatergebäudes bei etwa 32 Millionen Euro, für Sanierung und Erweiterung bei bis zu 110 Millionen Euro. Daher beschloss der Trierer Stadtrat Anfang 2019 die Sanierung des bestehenden Theaters, das im Wesentlichen in seiner jetzigen Form erhalten werden soll – allerdings ist der Abbruch und Neubau des Foyers erforderlich. Während der etwa dreijährigen Sanierungsphase (geplanter Baubeginn August 2021) wird der Betrieb in einen Neubau an der TUFA mit 380 Sitzplätzen verlegt. Für Opernaufführungen und Sinfoniekonzerte soll während der Sanierung auch die Europahalle genutzt werden.

## Antikenfestspiele
Von 1998 bis 2010 richtete das Theater Trier die Antikenfestspiele in Trier aus, die jährlich Tausende von Besuchern in die Moselmetropole zogen. U.a. mit dem Argument des 2010 eingespielten finanziellen Defizites veranlasste die Stadt Trier die Beendigung des Festivalengagements des Theaters. In Unterstützerkreisen wurde der Stadtverwaltung daraufhin eine parteiische Befürwortung der so gesehenen, 2012 ebenfalls eingestellten Konkurrenz-Veranstaltung Brot & Spiele vorgeworfen. Veranstaltungsorte der Antikenfestspiele des Theaters waren die Porta Nigra, die Kaiserthermen und das Amphitheater.

## Intendanten / Direktorien des Trierer Theaters
- 1802 (August–Oktober): Lasoye
- 1802 (August–September): Badewitz
- 1803–1805: Claude Scharff/Desvignes
- 1805–1806: K.W. Bianchi
- 1806: Ludwig Dossy
- 1808: Joseph Piunk
- 1808: Ludwig Dossy
- 1809: Madame Chevallier
- 1810: Ferdinand Moog
- 1811: Jules Ferrand
- 1815–1816: Anton Thomalla
- 1816–1819: Direktorium der AG.
- 1819–1820: Stoll
- 1820–1821: Hahn und Klarenbach
- 1821–1822: Leissring und Horny
- 1822–1824: Kloss
- 1824–1825: Carlos
- 1826: Christl
- 1826–1828: Friedrich Sebald Ringelhardt
- 1829–1843: Franz Eisenhut
- 1843–1844: Neufeld
- 1845–1846: Eduard Christiany
- 1846–1848: Gustav Uber und Eduard Lücke
- 1848–1850: Gustav Uber
- 1850–1851: Theater geschlossen
- 1851–1853: Phil. Walburg-Kramer
- 1853–1855: Werdermann und Pachert
- 1856–1857: Phil. Walburg-Kramer
- 1857–1859: Ludwig Kramer
- 1860–1861: Rosenthal
- 1861–1862: Heinrich-Franz Müller
- 1862–1863: Gaudelius
- 1863–1865: Theater geschlossen
- 1865–1866: Wilhelm v. Lüde
- 1866–1869: Schönfeld
- 1869–1870: F. Engel
- 1870–1872: Carl Widmann
- 1872–1873: Amann
- 1873–1874: Weinberg
- 1874–1878: August Meffert
- 1878–1879: F. Engel
- 1879–1881: R. Schöneck
- 1881–1882: C. Wegeler
- 1882–1883: Wilhelm Grundner
- 1883–1885: August Meffert
- 1885–1886: Alexander Hirschfeld
- 1886–1887: Albert Schmidt, Julius Schwerin, Anton von Weber
- 1887–1888: Julia Schwerin
- 1888–1891: Wilhelm Grundner
- 1881–1894: Ferdinand Steinle
- 1894–1895: A. Berthold
- 1895–1896: Alexander Hirschfeld
- 1896–1897: Oskar Hennenberg
- 1897–1901: Ferdinand Steinle
- 1901–1903: August Mondel, Hans Manussi
- 1903–1904: August Mondel
- 1904–1907: Franz Froneck
- 1907–1922: Heinz Tietjen
- 1922–1927: Hellmuth Götze
- 1927–1932: Ferdinand Skuhra
- 1932–1933: ohne Intendant/nur Gastspiele
- 1933–1935: Fritz Kranz
- 1935–1939: Robert Rohde
- 1939–1942: Karl-Heinz Kaiser
- 1942–1944: Rudolf Hesse
- 1945–1946: Rudolf Hesse
- 1946–1950: Hans Roolf
- 1950–1952: Wolfgang Nufer
- 1952–1959: Rudolf Hesse
- 1959: Heinz Robertz
- 1959–1960: Albert Klempin (in Vertretung)
- 1960–1968: Rudolf Meyer
- 1969–1975: Walter Pohl
- 1975–1981: Manfred Mützel
- 1981–1991: Rudolf Stromberg
- 1991–1995: Reinhard Petersen
- 1995–2004: Heinz Lukas-Kindermann
- 2004–2015: Gerhard Weber
- 2015–2016: Karl M. Sibelius[3][10]
- 2016–2017: Ulf Frötzschner (Schauspieldirektor), Katharina John (Operndirektorin), Marius Klein-Klute (Chefdisponent), Waltraut Körver (Tanzdramaturgin), Herbert Müller (Verwaltungsdirektor), Peter Müller (Technischer Direktor), Victor Puhl (Generalmusikdirektor)
- 2017–2018: Marius Klein-Klute (Chefdisponent), Waltraut Körver (Tanzdramaturgin), Herbert Müller (Verwaltungsdirektor), Peter Müller (Technischer Direktor), Victor Puhl (Generalmusikdirektor), Caroline Stolz (Schauspieldirektorin)
- ab 2018 Manfred Langner

## Wiederentdeckungen und Uraufführungen

### Musiktheater
In den letzten Jahren widmete sich das Theater in der Reihe „Unbekannte Opern“ Werken, die weitgehend in Vergessenheit geraten sind. In Trier fanden mehrere deutsche Erstaufführungen und Uraufführungen statt. Hierzu gehörten:
- 1995/1996: Sarema von Alexander von Zemlinsky
- 1996/1997: Merlin von Karl Goldmark
- 1996/1997: Blaubart von Jacques Offenbach
- 1996: Die Glasmenagerie von Antonio Bibalo – Uraufführung
- 1997/1998: Soldaten von Manfred Gurlitt
- 1997: Die Geschichte vom kleinen blauen Bergsee und dem alten Adler von Wilfried Hiller – Uraufführung
- 1998/1999: Die Kathrin von Erich Wolfgang Korngold
- 1999/2000: Koanga von Frederick Delius – Deutsche Erstaufführung
- 2000: Trilogie der Sommerfrische von Ingomar Grünauer – Uraufführung EXPO 2000
- 2000/2001: Margot la Rouge von Frederick Delius
- 2000/2001: Ein Bericht für eine Akademie von Jan Klusák – Deutsche Erstaufführung
- 2002: Pinocchio von Wilfried Hiller – Uraufführung
- 2003: Nordische Ballade von Manfred Gurlitt (Inszenierung: Heinz Lukas-Kindermann) – Uraufführung
- 2004: Die unendliche Geschichte von Siegfried Matthus – Uraufführung (Inszenierung: Heinz Lukas-Kindermann)
- 2004: Das Orangenmädchen von Martin Lingnau / Edith Jeske – Uraufführung
- 2005: Die Rheinnixen von Jacques Offenbach, Originalfassung (Inszenierung: Bruno Berger-Gorski)
- 2005: Quo Vadis von Konstantin Wecker / Gerold Theobalt Antikenfestspiele (Inszenierung: Gerhard Weber) – Uraufführung
- 2007: Fausta – Macht und Ohnmacht Kaiser Konstantins von Heinz Heckmann / Heiner Martini (Inszenierung: Hermann Keckeis) – Uraufführung
- 2007: Cusanus – Fragmente der Unendlichkeit von Boudewijn Buckinx (Inszenierung: Sven Grützmacher) – Uraufführung
- 2011: The Voyage von Philip Glass (Inszenierung: Birgit Scherzer) – Deutsche Erstaufführung
- 2015: Ur_ von Anna Thorvaldsdóttir (Inszenierung: Thorleifur Örn Arnarsson) – Uraufführung

### Schauspiel
- 2002: Sindbad der Seefahrer von Alexander Etzel-Ragusa nach 1001 Nacht – Uraufführung
- 2003: Der gestiefelte Kater von Alexander Etzel-Ragusa nach den Gebrüdern Grimm – Uraufführung
- 2005: Metty und die Mettymäuse von Matthias Krings (Inszenierung: Jürgen Lorenzen) – Uraufführung
- 2005: Der Vogel ist ein Rabe von Peter Oppermann nach Benjamin Lebert (Inszenierung: Bettina Rehm) – Uraufführung
- 2005: Schafe und Wale von Ahmed Ghazali  (Inszenierung: Jean-Paul Maes) – Europäische Erstaufführung
- 2016: Nero von Katja Brunner, Martina Clavadetscher, Daniela Janjic Daniela Janjic, Maria Karaklajić, Laura Naumann, Darja Stocker Darja Stocker, Olivia Wenzel (Inszenierung: Julia Wissert) – Uraufführung
- 2017: Happy Hour von Lothar Kittstein (Inszenierung: Alice Buddeberg) – Uraufführung

## Diskographie
- Sarema – Die Rose vom Kaukasus; Alexander von Zemlinsky (1871–1942). Mit Karin Clark, Laszlo Lukas, Norbert Kleinhenn, Andreas Scheel, Juri Zinovenko, Nick Herbosch, Florian Simson, Chor und Extrachor des Stadttheaters Trier (Einstudierung: Sebastian Laverny), Städtisches Orchester Trier unter der Leitung von István Dénes. Koch International 1996.